# 細川両家記
『細川両家記』（ほそかわりょうけき）は、永正元年（1504年）から元亀元年（1570年）までを描いた軍記物。信憑性が高いと評価され、戦国期畿内政治史の重要な史料として利用されている。

## 概要
作者は生嶋宗竹。生嶋氏は摂津国川辺郡生嶋荘（現在の兵庫県尼崎市）の国人で、三好氏に近い立場にあったと推測される。
『細川両家記』は、細川政元の養子問題に始まる細川京兆家の分裂から、元亀元年（1570年）12月の野田・福島の戦いまでの戦国期畿内史像を描いており、細川氏・三好氏の動向を重視した内容となっている。天文19年（1550年）までの前半部と天文20年（1551年）以降の後半部に分かれ、本奥書によると、天文19年（1550年）4月、当時69歳の宗竹が上巻（前半部）を執筆して、「老耄」のためにそこで断念。しかし続きを求められ、元亀4年（1573年）3月、宗竹は92歳で下巻（後半部）を書き上げたという。後半部は前半部に比べて粗略であるため、宗竹とは別の人物の手により書き継がれた可能性があるともされる。
原本は伝わっておらず、多数の写本が残されている。その中で、貞享5年（1688年）に写されたとの識語のある国立国会図書館蔵「細川両家見聞事記」（上巻）・「細川両家後之巻」（下巻）が、原本からの転写本であると考えられる。また、安永8年（1779年）から文政2年（1819年）の間に写された『群書類従』本（第20輯、合戦部12、巻第380）が活字化されており、これが一般的に利用されている。

## 評価
一次史料ではないものの同時代に作成された史料であり、一次史料との比較により、概ね信憑性が高いとされている。また、一次史料に見られない事柄も多く含まれ、戦国期畿内政治史の重要史料と位置付けられている。
ただし、『細川両家記』は摂津の中小国人の視点から書かれたものであり、摂津や丹波以外の地域や幕府・朝廷のことなどは、宗竹にとって知りえなかったためか記述されていない。また、細川氏や三好氏の権力構造についても作者の知識不足がうかがえ、『細川両家記』はこうした限界があることを踏まえた上で利用すべきだと指摘される。
また、『細川両家記』に記載された人名で誤りも見つかっており、一次史料との照合が必要となる。